# Universität Ulsan
Die Universität Ulsan ist eine Universität in der südkoreanischen Stadt Ulsan. Sie wurde 1969 als Ulsan Institute of Technology gegründet und besitzt seit 1985 vollen Universitätsstatus. An 11 Fakultäten werden ca. 10.500 Studierende unterrichtet.